# Xã Lewis, Quận Lycoming, Pennsylvania
Xã Lewis (tiếng Anh: Lewis Township) là một xã thuộc quận Lycoming, tiểu bang Pennsylvania, Hoa Kỳ. Năm 2010, dân số của xã này là 987 người.